# Didier-Jules Berna
Didier-Jules Berna (Sedan, Ardennes, ? de 1810 - França, 06 de março de 1876) foi doutor em medicina chegando ao cargo de segundo cirurgião chefe, bacharelado em ciências, além de defensor do mesmerismo.

## Vida e Obra
Didier-Jules Berna se formou como ex-aluno dos hospitais civis de Paris, chegando ao cargo de segundo cirugião chefe, patenteado no hospital militar de instrução de Val-de-Grâce. Obteve ainda bacharel em ciências.
Berna conheceu o mesmerismo em conjunto com Charles Hamard ambos amigos incrédulos a princípio, até que em uma reunião eles foram capazes de fazer sonâmbulas algumas damas da noite.
Apresentou sua tese sob o tema Expériences et considérations a l'appui du magnétisme animal no dia 24 de fevereiro de 1835 na Faculté de médecine de Paris, na qual alçou a catedra de doutor em medicina.
Neste tratado apresentado à Faculdade de Medicina de Paris, Berna propõe a demonstrar a realidade dos fenômenos psíquicos do magnetismo animal. Sua proposta foi aceite pela Royal Academy of Medicine, o que permitiu Berna usar seus próprios temas como experimentos .
Seu maior reconhecimento veio após refutar as teorias contra o mesmerismo de Dubois d'Amiens perante a Académie royale de médecine em 8 de agosto de 1837 tido como base de pesquisa até por Henri-Marie Husson.
Em 1838 a Academia de Medicina volta atrás e não mais reconhece o mesmerismo como ciência.